# Девесиље
Девесиље или Сесели (Seseli rigidum) је биљка из рода Seseli (породица Apiaceae), које се јавља у око 80 врста у Европи и Азији, са 368 описаних подврста. У европској флори заступљено је око 55 врста. То су вишегодишње биљке са хермафродитним и мушким цветовима беле, розе или жуте боје, распоређеним у сложене штитове.

## Порекло назива
Према Хипократу, seseli (seselis ili sesili) је старогрчко име по коме су назване разне врсте из породице Apiaceae. Реч „сесели“ (Σεσελι) или „сили“ (σιλι) је вероватно египатског порекла и означава врсту египатског дрвета.
У англосаксонској области, оба биљке се зову „месечева шаргарепа“ или „камени першун“, јер их англосаксонци узгајају у баштама као украсне биљке.

## Распрострањеност
Евроазијске врсте, су широко распрострањен и налазе широм Европе, у Сибиру, на Кавказу, у Малој Азији, на истоку - до Бајкалског језера и Северне Кине. Оне су уврштене у Црвену књигу Архангељске и Вологдске области.
Јавља се на поплављеним ливадама, у степама, на падинама, на изданцима кречњака, поред путева и на пустари.
Најпознатије биљке овог рода су  Seseli gummifferum и Seseli libanotis.
У Србији је род Seseli заступљен са десет врста:
1. Seseli hippomarathrum, која се налази у црвеној књизи флоре Србије као таксон за који се предпоставља да је ишчезао.
2. Seseli rigidum, за ову врсту, која је најзаступљенија у Србији, највише се користи назив Девесиље
3. Seseli serbicum, је угрожена врста Србије
4. Seseli annuum,
5. Seseli tortuosum,
6. Seseli tommasinii, је угрожена врста Србије
7. Seseli varium,
8. Seseli osseum,
9. Seseli gracile,
10. Seseli peucedanoides.

## Опис
S. rigidum, која расте на кречњачким камењарима и литицама, најзаступљенија у Србији на Балканском полуострву и у Румунији као вишегодишња сива или сивозелена биљка са вретенастим одрвенелим кореном. 
Стабљика је усправна, достиће висину до 50 цм, и готово од основе је разграната. 
Цветови су бели, организовани у крупне штитове са 10-25 зракова дужине. Цвета од јула до септембра. 
Плодови су округли, уздужно елипсоидни или јајолики, голи или длакави шкољкасти, најчешће са пет уздужних ребара и малом чашицом са пет зубаца на врху.

## Таксономија
Род девесиља је релативно променљив и понекад разлике између појединих врста или подврста још нису утврђене. У европској природи расте око 35 врста, а неке од њих се јављају у бројним подврстама. Најближи сродници су родови (Peucedanum) и (Libanotis).

## Девесиље у традиционалној народној медицини
Врсте овог рода користе се у народној медицини од давнина, па тако нпр. Педаније Диоскорид у свом чувеном делу „О лековитим материјама” — (грч. Περί ύλης ιατρικής — Peri hyles iatrikes) помиње лековита својства девесиља.
Корен биљке  Seseli mairei Wolff који расте у кинеским провинцијама Јунан и Сичуан, познат је у кинеској традиционалној медицини као Zhu Ye Fang као лек који се користи за упале, реуматске болове и прехладе.
У турској народној медицини плод биљка  Seseli tortuosum  користи се као еменагог (средство за изазивање менструације) и против надимања, док се у источној Турској листови биљке   Seseli libanotis (тур Kelemkeşir ili Kelemenkeşir)  користе у исхрани као поврће.

### Девесиље у народној медицини Србије
Девесиље се у народној медицини Србије вековима користи као:
- тоник,
- диуретик,
- дигестив,
- еменагог.

## Девесиље у поезији Србије
Девесиље је чест мотив у поезији, па је тако једну  од својих последњих  штампане збирки Јован Јовановић Змај назвао  „Девесиље“, и у  њој је у песми „Ђулићи” споменуо и њена лековита својства...
Сниво сам те, а ти пуна цвећа,
Међу цвећем лековита биља,
Било ститка, љубице и крина,
Одољена, чубра, девесиља…
Такође и мање познат српски песник, Ђорђе Марковић Кодер, користи девесиље у својој поезији, у којој култ биља има посебно место, што се види у овим стиховима из песме „Горске виле биље”:
Усовшено мора бити слово
Када биљка о Светињи сбори.
Девесиље, вилино је биље
Пред њиме је дивизма ковиље.
Роморанка
Девесиље ј’девет Сила биље…
Девесиље...

## Одабране врсте
- Seseli abolinii
- Seseli acaulis
- Seseli aegopodium
- Seseli aemulans
- Seseli albescens
- Seseli alboalatum
- Seseli alexeenkoi
- Seseli algens
- Seseli alpinum
- Seseli altissimum
- Seseli ammi
- Seseli ammoides
- Seseli amnoides
- Seseli amomum
- Seseli andronakii
- Seseli annum
- Seseli annuum
- Seseli arenarium
- Seseli aroanicum
- Seseli articulatum
- Seseli asperulum
- Seseli athamantha
- Seseli athamanthoides
- Seseli athamantoides
- Seseli atlanticum
- Seseli austriacum
- Seseli bienne
- Seseli bocconei
- Seseli bocconi
- Seseli bosnense
- Seseli buchtormense
- Seseli bulgaricum
- Seseli caespitosum
- Seseli caffrum
- Seseli campestre
- Seseli cantabrica
- Seseli cantabricum
- Seseli carum
- Seseli carvi
- Seseli carvifolia
- Seseli carvifolium
- Seseli chaerophylloides
- Seseli cinereum
- Seseli coloratum
- Seseli condensatum
- Seseli coreanum
- Seseli coronatum
- Seseli corsicum
- Seseli creticum
- Seseli crithmifolium
- Seseli cuneifolium
- Seseli curvifolium
- Seseli cyclolobum
- Seseli daucifolium
- Seseli decipiens
- Seseli defoliatum
- Seseli degenii
- Seseli delavayi
- Seseli depressum
- Seseli desertorum
- Seseli devenyense
- Seseli dichotomum
- Seseli diffusum
- Seseli dioicum
- Seseli divaricatum
- Seseli djianeae
- Seseli dolichostyla
- Seseli dubium
- Seseli elatum
- Seseli elegans
- Seseli eriocarpum
- Seseli eriocephalum
- Seseli eryngioides
- Seseli falcaria
- Seseli farrenyi
- Seseli fasciculatum
- Seseli fedtschenkoanum
- Seseli ferulaceum
- Seseli ferulaefolium
- Seseli floribundum
- Seseli foeniculifolium
- Seseli foliosum
- Seseli fragile
- Seseli galloprovinciale
- Seseli giraldii
- Seseli glabratum
- Seseli glaucescens
- Seseli glaucum
- Seseli globiferum
- Seseli gouani
- Seseli gouanii
- Seseli gracile
- Seseli granatense
- Seseli grandivittatum
- Seseli graveolens
- Seseli grubovii
- Seseli gummiferum
- Seseli hallii
- Seseli hartvigii
- Seseli harveyanum
- Seseli harveyanus
- Seseli haussknechtii
- Seseli hercegovinum
- Seseli heterophyllum
- Seseli hippomarathrum
- Seseli hypoleucum
- Seseli hyppomarathrum
- Seseli inaequale
- Seseli indicum
- Seseli intermedium
- Seseli intramongolicum
- Seseli intricatum
- Seseli inundatum
- Seseli irramosum
- Seseli jinanense
- Seseli jomuticum
- Seseli junceum
- Seseli karateginum
- Seseli korshynskyi
- Seseli krylovii
- Seseli laserpitifolium
- Seseli laticalycinum
- Seseli ledebouri
- Seseli ledebourii
- Seseli lehmannii
- Seseli leucospermum
- Seseli libanotis
- Seseli littoraee
- Seseli longifolium
- Seseli lucanum
- Seseli luteolum
- Seseli macedonicum
- Seseli macrophyllum
- Seseli mairei
- Seseli malyi
- Seseli marginatum
- Seseli massiliense
- Seseli mathioli
- Seseli mazzocchii-alemannii
- Seseli meum
- Seseli mironovii
- Seseli monstrosa
- Seseli monstrosum
- Seseli montanum
- Seseli montanun
- Seseli mucronatum
- Seseli multicaule
- Seseli nanum
- Seseli natalense
- Seseli nodiflorum
- Seseli nortonii
- Seseli nuttalli
- Seseli nuttallii
- Seseli olivieri
- Seseli osseum
- Seseli pallasii
- Seseli parnassicum
- Seseli patens
- Seseli pauciradiatum
- Seseli peixoteanum
- Seseli pelliotii
- Seseli pencanum
- Seseli petraeum
- Seseli petrosciadium
- Seseli peucedanifolium
- Seseli peucedanoides
- Seseli pimpinelloides
- Seseli platyphyllum
- Seseli podlechii
- Seseli polyphyllum
- Seseli ponticum
- Seseli praecox
- Seseli proliferum
- Seseli promonense
- Seseli puberulum
- Seseli pubicarpum
- Seseli pumilum
- Seseli purpureo-vaginatum
- Seseli purpureum
- Seseli pusillum
- Seseli pyrenaeum
- Seseli pyrenaicum
- Seseli ramosissimum
- Seseli reichenbachii
- Seseli resinosum
- Seseli rhodopeum
- Seseli rigidum
- Seseli royredanum
- Seseli rubellum
- Seseli sandbergiae
- Seseli saxifragum
- Seseli schrenkianum
- Seseli scopulorum
- Seseli selinoides
- Seseli seseloides
- Seseli sessiliflorum
- Seseli siamensis
- Seseli siamicum
- Seseli sibiricum
- Seseli sibthorpii
- Seseli sondorii
- Seseli splendens
- Seseli squarrulosum
- Seseli strictum
- Seseli tachiroei
- Seseli talassicum
- Seseli tenuifolium
- Seseli tenuisectum
- Seseli tomentosum
- Seseli tommasinii
- Seseli tortuosum .
- Seseli transcaucasicum
- Seseli trilobum
- Seseli triternatum
- Seseli tschuiliense
- Seseli turbith
- Seseli valentinae
- Seseli validum
- Seseli varium
- Seseli vayredanum
- Seseli venosum
- Seseli verticillatum
- Seseli veyredanum
- Seseli viarum
- Seseli virescens
- Seseli vulgare
- Seseli wannienchun
- Seseli wawrae
- Seseli webbi
- Seseli webbii
- Seseli yunnanense